# Leptothorax curvispinosus
Leptothorax curvispinosus är en myrart som beskrevs av Mayr 1866. Leptothorax curvispinosus ingår i släktet smalmyror, och familjen myror. Inga underarter finns listade i Catalogue of Life.